# Odile Rubirosa
Odile Rubirosa, nascida Odile Marie-Josèphe Léonie Bérard (Lyon, 21 de Fevereiro de 1937, New Hampshire, 12 de dezembro de 2018), foi uma atriz francesa da Década de 1950.
Ela adotou o nome artístico de Odile Rodin devido à beleza de seu corpo, numa analogia ao famoso escultor francês Auguste Rodin.    Atuou em dois filmes: Futures Vedettes (1955), com Brigitte Bardot, e Si Paris Nous Était Conte (1956), com Danielle Darrieux, o rosto mais bonito da época.
Casou-se em 27 de outubro de 1956, aos 17 anos, com o playboy Porfirio Rubirosa.
Após a morte do marido num acidente de carro em 1965, ela desapareceu das crônicas sociais e passou a morar no Rio de Janeiro, Brasil, onde se casou com o empresário carioca Paulo Marinho, de quem se divorciou poucos anos depois.
Ela teve breve uma relação com Alexandre Onassis, filho do magnata grego, Aristóteles Onassis.
Nos anos 1990 ela desapareceu novamente da vida social.  Segundo ela mesma informou, em 2006 ela se casou com um americano, seu terceiro marido, e passou a viver em  New Hampshire .
Afastada da vida artística, ela morreu aos 81 anos, após passar três semanas internada numa clínica para tratamento de um câncer.

## Filmografia
- 1956 : Si Paris nous était conté de Sacha Guitry : A princesa d'Essling
- 1955 : Futures Vedettes de Marc Allégret : Erica

## Teatro
- 1956 : Fabien de Marcel Pagnol